# Aleksei-Nikólskoie
Aleksei-Nikólskoie (en rus: Алексей-Никольское) és un poble del krai de Primórie, a l'Extrem Orient de Rússia, que en el cens del 2010 tenia 705 habitants.